# برخورددهنده هادرونی بزرگ
برخورددهندهٔ هادرونی بزرگ (به انگلیسی: Large Hadron Collider)‏ (LHC)، بزرگ‌ترین برخورددهنده ذرات با بالاترین انرژی در جهان است. این برخورددهنده توسط سازمان اروپایی برای تحقیقات هسته‌ای (CERN) بین سال‌های ۱۹۹۸ تا ۲۰۰۸ میلادی در همکاری با ۱۰٬۰۰۰ دانشمند و صدها دانشگاه و آزمایشگاه از بیش از ۱۰۰ کشور جهان ساخته شد. این برخورددهنده در تونلی با محیط ۲۷ کیلومتر و در عمق ۱۷۵ متری زیر مرز سوئیس-فرانسه نزدیک ژنو قرار دارد.
اولین برخوردها در ۲۰۱۰ در انرژی ۳٫۵ ترا الکترون‌ولت (TeV) به ازای هر اشعه ثبت شد که حدود چهار برابر رکورد جهان تا پیش از آن بود. پس از ارتقائاتی انرژی آن به TeV‏ ۶٫۵ به ازای هر اشعه رسید (در مجموع TeV‏ ۱۳ انرژی برخورد، رکورد کنونی جهان). در پایان ۲۰۱۸ میلادی این سامانه را به مدت سه سال جهت ارتقاء بیشتر خاموش کردند.
این برخورددهنده چهار نقطه تقاطعی دارد که در آن مکان‌ها ذرات با هم برخورد می‌کنند. هفت شناساگر، هرکدام به گونه‌ای طراحی شده‌اند تا پدیده‌های متفاوتی را تشخیص دهند که حول تقاطع تقاطع واقع شده‌اند. LHC در وهله اول پرتوهای پروتونی را برخورد می‌دهد، اما همچنین قادر است اشعه‌هایی از یون‌های سنگین همچون سرب را شتاب داده تا برخوردهای سرب-سرب و پروتون-سرب را اغلب به مدت یک ماه در سال انجام دهد.
هدف LHC این است تا امکان آزمایش پیش‌بینی‌های مرتبط با نظریات مختلف در فیزیک ذرات را به فیزیکدانان دهد که شامل این موارد است: سنجش خواص بوزون هیگز، جست و جو برای خانواده بزرگی از ذرات جدید پیش‌بینی شده توسط ابرتقارن و سایر مسائل لاینحل در فیزیک ذرات.

## پس‌زمینه

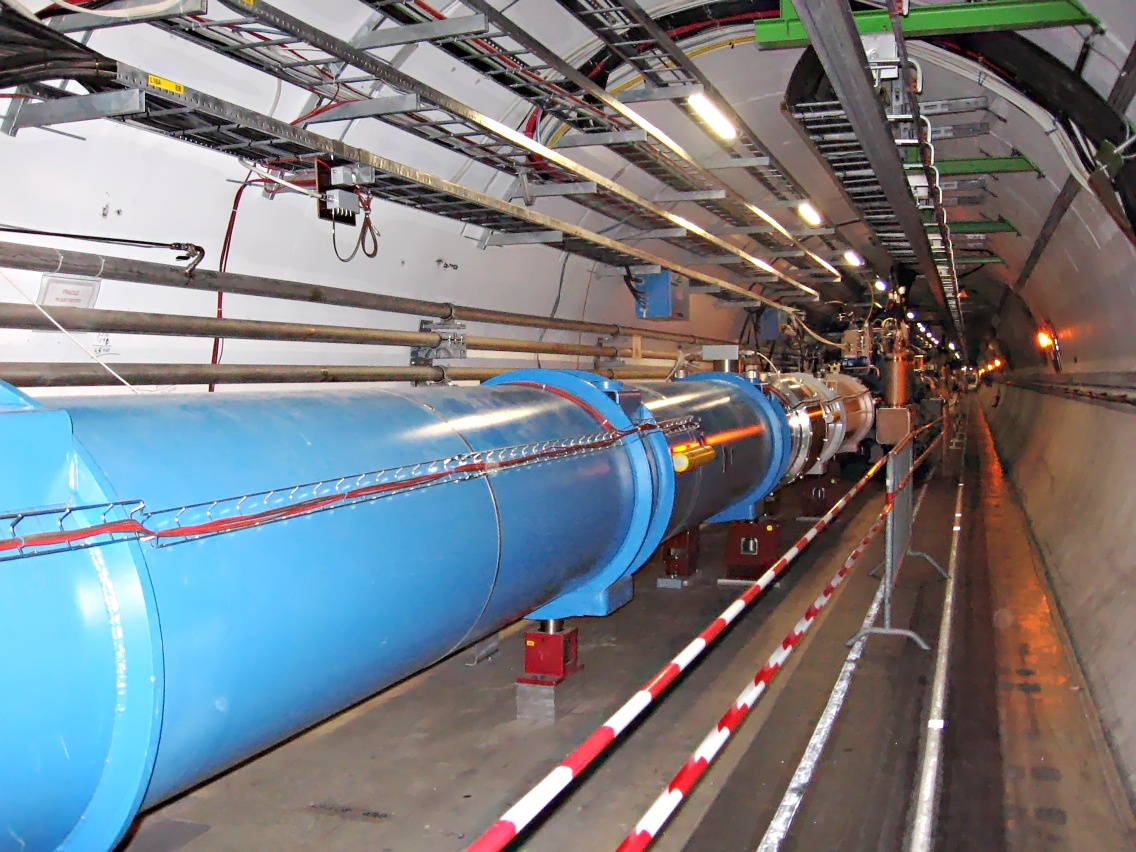
تونل شماره یک LHC سرن که وظیفه شتاب دادن به پروتون ها و یون های سنگین را دارا است

اصطلاح هادرون به ذرات مرکب زیراتمی اشاره دارد که متشکل از کوارک‌ها است که توسط نیروی قوی به هم چسبیده‌اند (مشابه روشی که اتم‌ها و مولکول‌ها با کمک نیروی الکترومغناطیس به هم چسبیده‌اند). شناخته شده‌ترین هادرون‌ها شامل باریون‌هایی چون پروتون‌ها و نوترون‌هاست؛ همچنین هادرون‌ها شامل مزون‌هایی چون پیون‌ها و کائون‌هاست که طی آزمایش‌های پرتوهای کیهانی در اواخر دهه ۱۹۴۰ و اوایل ۱۹۵۰ میلادی کشف شدند.
برخورددهنده نوعی شتاب‌دهنده ذرات است که دو پرتوی ذرات را در جهت مخالف چنان به سوی هم می‌آورد که با یکدیگر برخوردکنند. در فیزیک ذرات، گرچه که ساخت برخورددهنده‌ها سخت‌تر اند، اما ابزار تحقیقاتی قدرتمندی اند، چرا که نسبت به چیدمان‌های «هدف ثابت» دارای مرکز ثقل انرژی بالاتری می‌باشند. تحلیل محصولات جانبی چنین برخوردهایی به دانشمندان شواهد خوبی از ساختار جهان زیراتمی و قوانین طبیعت حاکم بر آن‌ها را ارائه می‌نماید. بسیاری از این محصولات جانبی تنها در برخوردهایی با انرژی بالا تولید شده و پس از بازه‌های زمانی بسیار کوتاهی واپاشی می‌نمایند. ازین رو مطالعه بسیاری از آن‌ها به طرق دیگر سخت یا تقریباً غیرممکن است.

## اهداف
بسیاری از فیزیک‌دانان امیدوارند که برخورددهنده هادرونی بزرگ به یافتن پاسخ برخی از سؤالات بنیادین باز در فیزیک کمک کند، سؤالاتی در رابطه با قوانین پایه‌ای حاکم بر برهمکنش‌ها و نیروهای بین اشیاء بنیادی، ساختار عمیق فضا و زمان و بخصوص روابط درونی بین مکانیک کوانتومی و نسبیت عام.
همچنین برای فهمیدن این که احتمال درستی کدام نسخه از مدل‌های علمی کنونی وجود دارد به داده‌های بیشتری از آزمایش‌های ذرات پرانرژی نیاز است، بخصوص برای انتخاب بین مدل استاندارد و مدل بدون هیگز و ارزیابی پیش‌بینی‌هایشان و نتیجتاً توسعه نظری بیشتر.
مسائلی که در برخوردهای LHC مورد کاوش قرار گرفته شامل این موارد اند:
- آیا جرم ذرات بنیادین توسط سازوکار هیگز و از طریق شکستن تقارن برهمکنش الکتروضعیف صورت می‌پذیرد؟[۱۸] انتظار بر این بود که آزمایش‌های برخورددهنده یا وجود بوزون هیگز را اثبات خواهد کرد یا رد، ازین رو به فیزیکدانان امکان می‌دهد که یا مدل استاندارد را صحیح در نظر بگیرند یا جایگزین‌های بدون هیگز آن را.[۱۹][۲۰]
- آیا ابرتقارن توسعه مدل استاندارد است و تقارن پوانکاره که در طبیعت محقق شده‌است نتیجه می‌دهد که تمامی ذرات شناخته شده دارای شرکای ابرتقارنی هستند؟[۲۱][۲۲][۲۳]
- آیا ابعاد اضافی که توسط مدل‌های مختلف و براساس نظریه ریسمان‌ها پیش‌بینی شده‌است وجود داشته[۲۴] و ما قادر به آشکار سازیشان هستیم؟[۲۵]
- ماهیت ماده تاریک که به نظر می‌رسد %۲۷ جرم-انرژی جهان را تشکیل می‌دهد چیست؟

سایر سؤالات بازی که ممکن است با استفاده از برخورد ذرات پر انرژی مورد کاوش قرار گیرد ازین قرارند:
- اکنون هم معلوم است که الکترومغناطیس و نیروی هسته‌ای ضعیف مظاهر متفاوتی از یک نیروی واحد به نام نیروی الکتروضعیفند. ممکن است LHC بتواند شفاف نماید که آیا نیروی الکتروضعیف و نیروی هسته‌ای قوی نیز به‌طور مشابه همچون پیش‌بینی‌هایی که توسط نظریات وحدت بزرگ پیش‌بینی شده‌است صرفاً مظاهر متفاوتی از یک نیروی واحد جهانی هستند یا خیر.
- چرا نیروی بنیادین چهارم (گرانش) چندین مرتبه بزرگی ضعیف تر از سایر سه نیروی بنیادی است؟ همچنین مقاله مسئله سلسله‌مراتب را نیز ببینید.
- آیا منابع بیشتری از مخلوط مزه‌های کوارک، فراتر از آن‌هایی که در مدل استاندارد حاضرند وجود دارند؟
- چرا علی الظاهر بین ماده و پادماده نقض تقارن وجود دارد؟ همچنین مقاله نقض CP را نیز ببینید.
- ماهیت و خواص پلاسمای کوارک-گلوئون چیست؟ تصور بر این بوده که این نوع پلاسما در جهان اولیه و در اشیاء نجومی فشرده و عجیب[معادل ۱] امروزین وجود داشته‌است. این سؤال توسط برخوردهای یون سنگینی که عمدتاً در آلیس و همچنین CMS،‏ اطلس و LHCb انجام می‌شود، مورد تحقیق قرار خواهد گرفت. اولین یافته‌ها در ۲۰۱۰ مشاهده و در ۲۰۱۲ منتشر شدند که پدیدهٔ «خاموش‌سازی جت»[معادل ۲] را در برخوردهای یون سنگین تأیید کردند.[۲۶][۲۷][۲۸]

## خط زمانی عملیات
| تاریخ           | رویداد |
| --------------- | --- |
| ۱۰ سپتامبر ۲۰۰۸ | سرن با موفقیت اولین پروتون‌ها را حول کل مدار تونلی طی مراحلی شلیک کرد.                                                                                      |
| ۱۹ سپتامبر ۲۰۰۸ | فرونشانی مغناطیسی در حدود ۱۰۰ آهنربای خمیده در قطاع‌های ۳ و ۴ رخ دادند که موجب از دست رفتن حدود ۶ تن هلیوم مایع گشت.                                        |
| ۳۰ سپتامبر ۲۰۰۸ | اولین برخوردهای پرانرژی برنامه‌ریزی شدند اما به دلیل سانحه عقب افتادند.                                                                                     |
| ۱۶ اکتبر ۲۰۰۸   | سرن تحلیل مقدماتی سانحه را منتشر نمود. |
| ۲۱ اکتبر ۲۰۰۸   | افتتاح رسمی |
| ۵ دسامبر ۲۰۰۸   | سرن تحلیل مفصلی را منتشر نمود. |
| ۲۰ نوامبر ۲۰۰۹  | اشعه‌های کم-انرژی در تونل برای اولین بار از وقوع سانحه چرخش یافت.                                                                                           |
| ۲۳ نوامبر ۲۰۰۹  | اولین برخورد ذرات در تمامی چهار آشکارساز در انرژی ‎450 GeV‏ روی دادند.                                                                                       |
| ۳۰ نوامبر ۲۰۰۹  | LHC اولین شتابدهنده ذرات پرانرژی جهان می‌شود که به ‎1.18 TeV‏ در هر اشعه رسیده و رکورد ‎0.98 TeV‏ به ازای هر پرتو که به مدت هشت سال در دست تواترون بود را شکست. |
| ۱۵ دسامبر ۲۰۰۹  | اولین نتایج علمی، ۲۸۴ برخورد در آشکارساز آلیس را پوشش می‌دهد.                                                                                               |
| خاموشی طویل ۱   | |
| ۷ مارس ۲۰۱۵     | تزریق تست‌ها برای اجرای دوم و ارسال پروتون‌ها به سمت LHCb و ALICE.                                                                                           |
| ۱۲ نوامبر ۲۰۱۸  | پایان عملیات پروتون ۲۰۱۸ در سرن. |
| ۱۰ دسامبر ۲۰۱۸  | پایان عملیات فیزیک ۲۰۱۸ و شروع خاموشی طویل ۲. |
| خاموشی طویل ۲   | |
| ۲۲ آوریل ۲۰۲۲   | LHC مجدداً عملیاتی می‌شود. |

## معادل‌ها
1. ↑  strange matter
2. ↑  jet quenching
3. ↑  magnetic quench